# Tsarska kupa 1942
La Coppa dello Zar 1942 è stata la 5ª edizione di questo trofeo, e la 5ª in generale di una coppa nazionale bulgara di calcio, terminata il 3 ottobre 1942. Il Levski Sofia ha vinto il trofeo per la prima volta.

## Primo Turno
| Squadra 1             | Risultato | Squadra 2          |
| --------------------- | --------- | ------------------ |
| Napredak Ruse         | 3 – 2     | Maria Luiza Lom    |
| Orel-Chegan 30 Vratsa | 1 – 5     | Skobelev-Pobeda 39 |
| HSC Orjahovica        | 0 – 1     | Orlovets Gabrovo   |
| Makedonija Bitola     | 2 – 1     | ZhSK Skopje        |
| Haskovo               | 2 – 0     | Drazhev Yambol     |

## Quarti di finale
| Squadra 1          | Risultato   | Squadra 2         |
| ------------------ | ----------- | ----------------- |
| Levski Sofia       | 6 – 0       | Haskovo           |
| Makedonija Bitola  | 0 – 3 (dts) | Sportklub Plovdiv |
| Skobelev-Pobeda 39 | 3 – 0       | Orlovets Gabrovo  |
| Pobeda Varna       | 1 – 3       | Napredak Ruse     |

## Semifinali
| Squadra 1          | Risultato   | Squadra 2         |
| ------------------ | ----------- | ----------------- |
| Napredak Ruse      | 0 – 1       | Sportklub Plovdiv |
| Skobelev-Pobeda 39 | 3 – 3 (dts) | Levski Sofia      |

### Replay
| Squadra 1    | Risultato | Squadra 2          |
| ------------ | --------- | ------------------ |
| Levski Sofia | 2 - 1     | Skobelev-Pobeda 39 |

## Finale
| Sofia 3 ottobre 1942 | Levski Sofia   | 3 – 0 | Sportklub Plovdiv | Stadio Junak (8 000 spett.)\| Arbitro: \| Todor Atanasov \| |
| Arbitro:             | Todor Atanasov |       |                   |                                                             |